# Psyrassa tympanophora
Psyrassa tympanophora är en skalbaggsart som beskrevs av Bates 1885. Psyrassa tympanophora ingår i släktet Psyrassa och familjen långhorningar.
Artens utbredningsområde är:
- Costa Rica.
- Honduras.

Inga underarter finns listade i Catalogue of Life.